# Eencellige geraniumroest
Eencellige geraniumroest (Uromyces geranii) is een autoecische roestschimmel die behoort tot de familie Pucciniaceae. De schimmel infecteert ooievaarsbek.

## Kenmerken
Zoals bij alle Uromyces-soorten groeit het mycelium intercellulair en vormt het zuigdraden die tot in het weefsel van de gastheer groeien.
Spermogonium
De 135-150 μm grote spermogonia zijn oranje en komen zowel op de voor- als achterkant van het blad en op de bladstelen voor. Ze kleuren bij het ouder worden donkerder.
Aecium
De oranje, aanvankelijk halfbolvormige wratvormige, later komvormige aecia komen in dichte groepen van maximaal 2 cm voor op de bladeren en bladstelen. Ze veroorzaken vaak vervorming van de bladeren. De 3 à 4 μm dikke binnenwanden van het peridium zijn niet nauw met elkaar verbonden en overlappen elkaar. Op de binnenwanden bevinden zich papillen, die vaak met elkaar versmelten en rijen vormen. De oranje, 21-31 × 17-22 μm grote aeciosporen zijn meestal ovaal tot ellipsoïde en veelhoekig. Ze hebben kleine wratten op de wand.
Uredinium
De lichtbruine of roodachtig gele uredinia groeien zowel op de voorkant als op de achterkant van het blad. De lichtbruine urediniosporen zijn breed ellipsvormig tot breed eivormig en 21-33 × 19-25 μm groot. Ze hebben een met fijne stekelig wratten bezette wand en 1(-2) kiemporen.
Telium
De donkerbruine telia groeien meestal op de achterkant van het blad en vormen op de voorkant van het blad gele of rode bladvlekken. De lichtbruine, eencellige, gladde teliosporen zijn meestal ellipsoïde tot bolvormig en zijn 19-25 × 21-33 μm groot. Ze hebben een 0,7-1,7 μm dikke wand. De kleurloze steel is kort en valt af.

## Verspreiding
De eencellige geraniumroest komt van nature voor in de gematigde gebieden van het noordelijk halfrond. In Nederland is de schimmel zeldzaam.

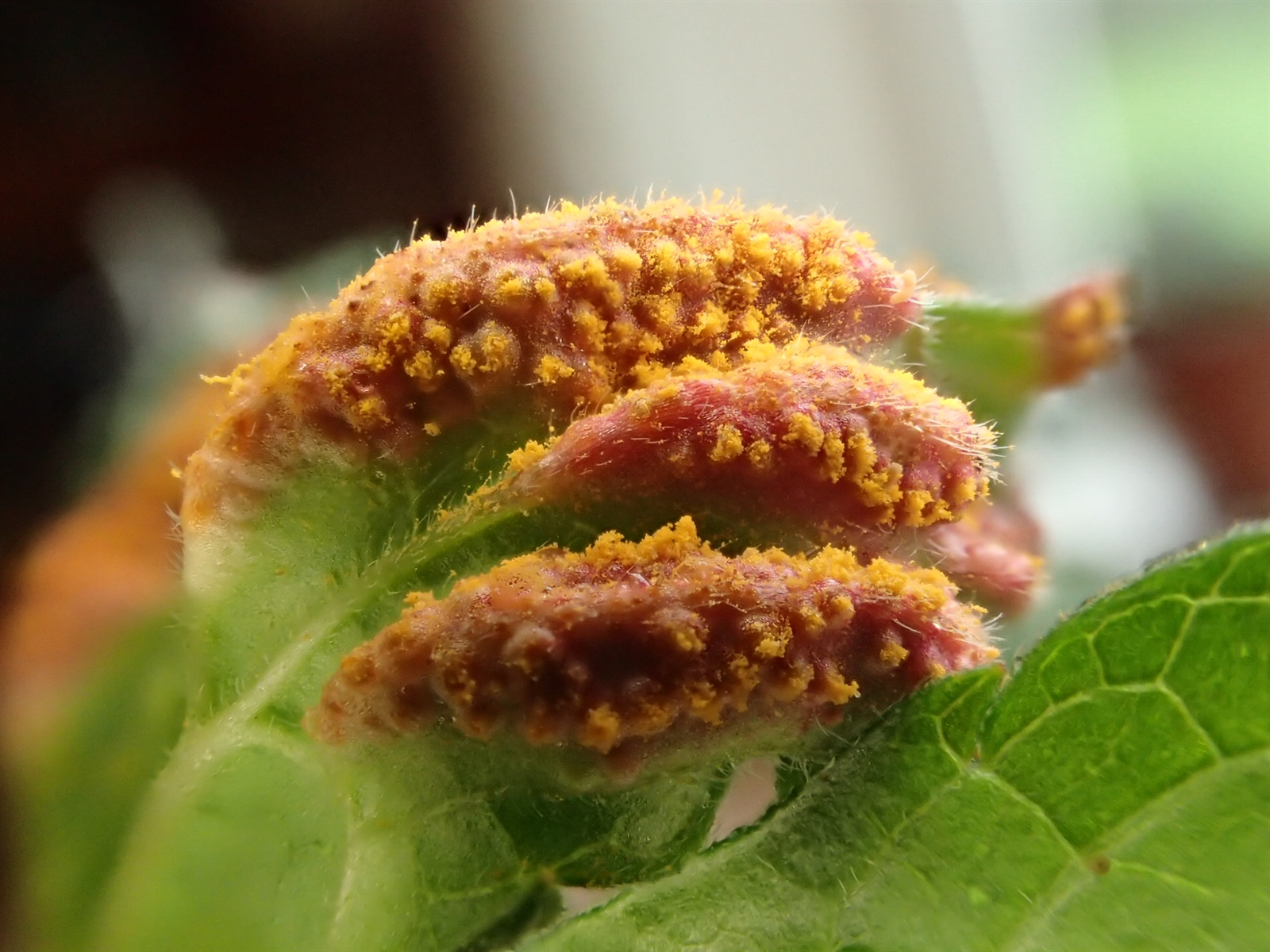
Spermogonia
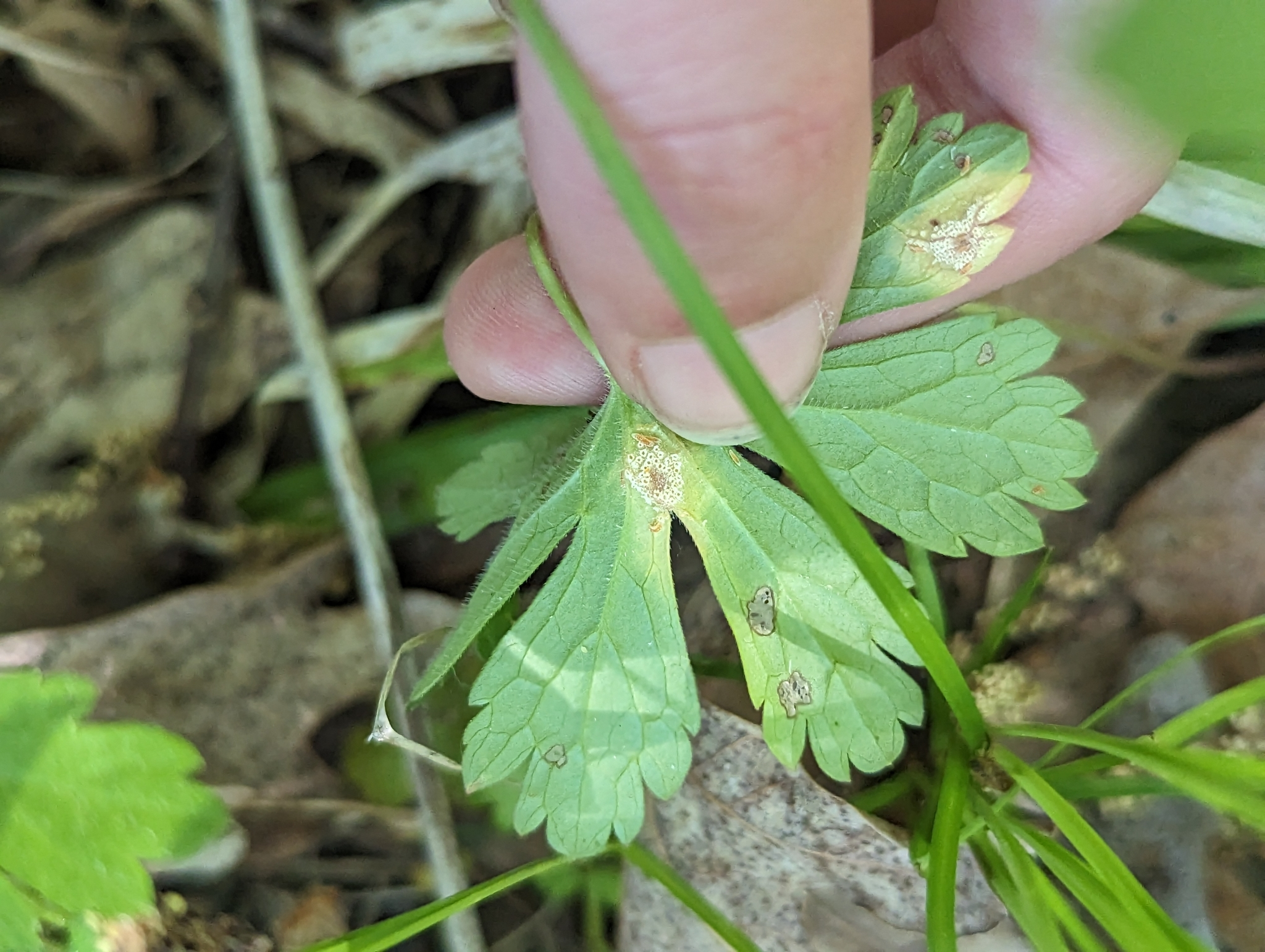
Aecia
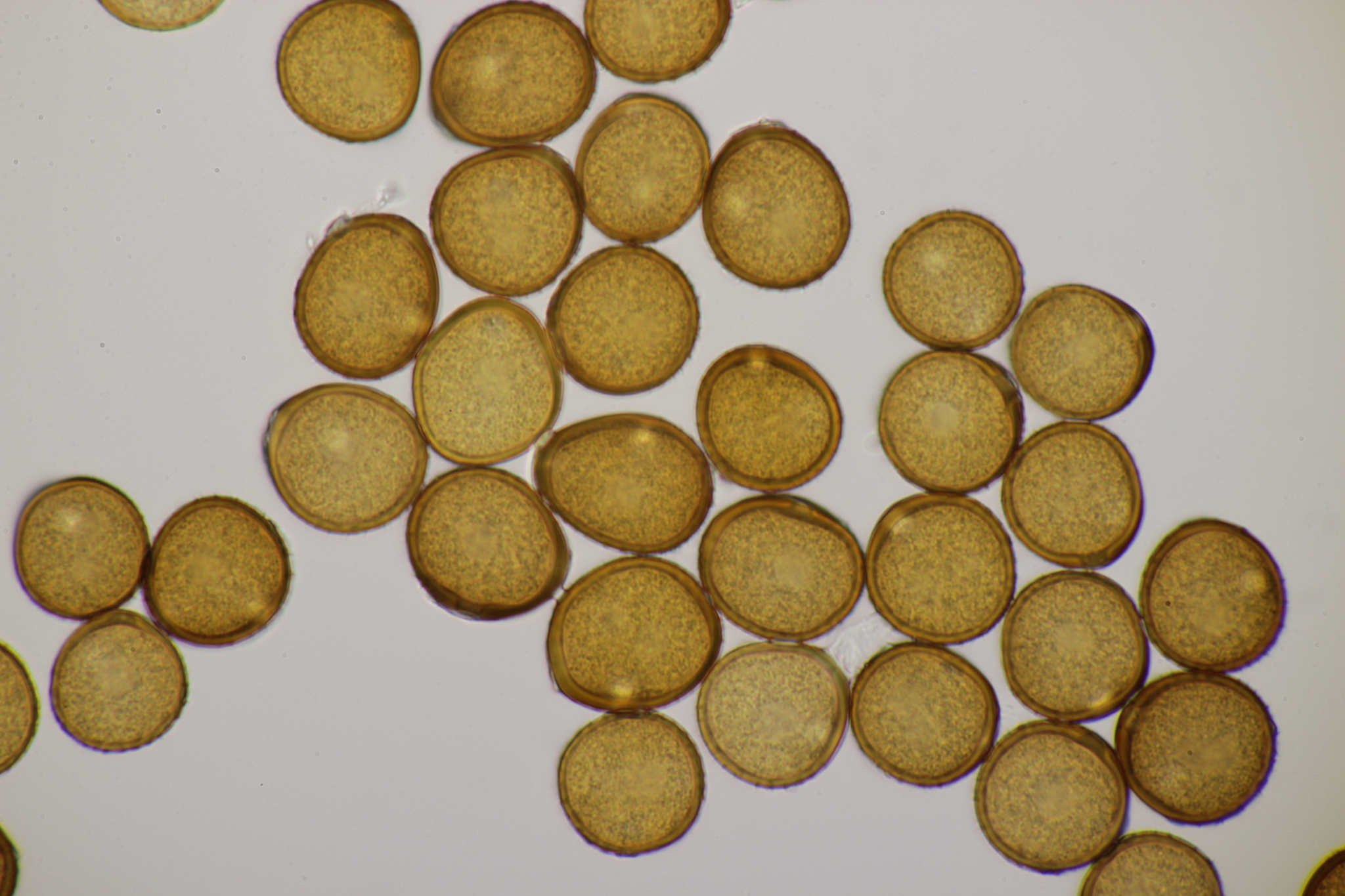
Urediniosporen
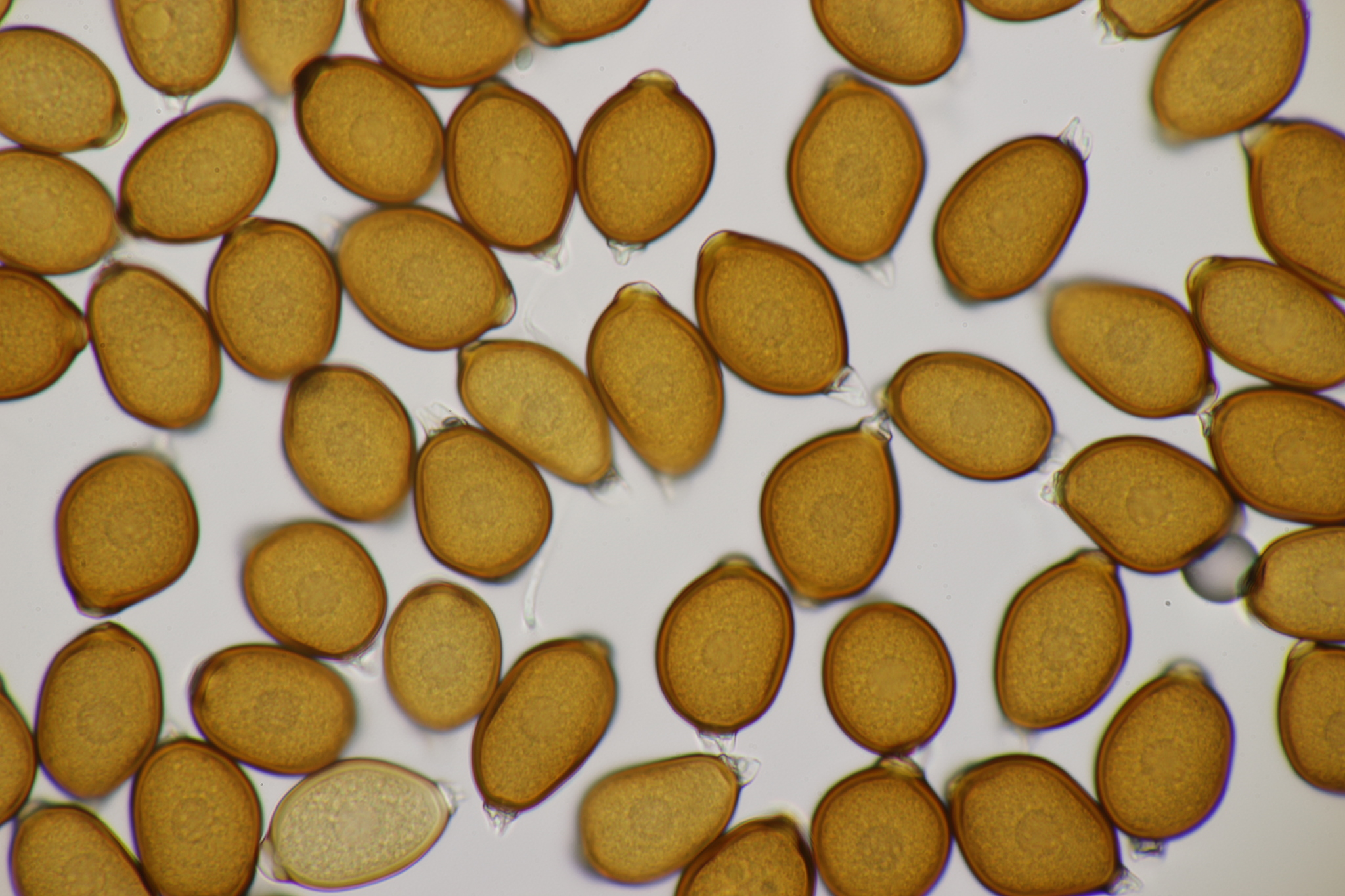
Teliosporen